# Madhu Koda

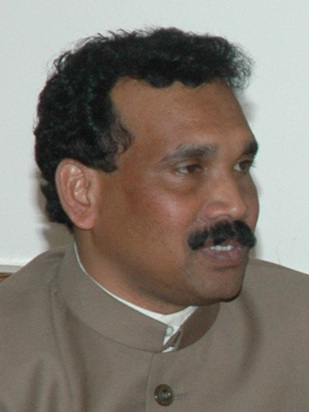
Madhu Koda

Madhu Koda (6 januari 1971) is een Indiaas politicus. Van 2006 tot 2008 was hij premier van de deelstaat Jharkhand.
Koda is van zeer eenvoudige afkomst. Als activistische student nam hij voor de BJP deel aan de eerste parlementsverkiezingen in de nieuwe deelstaat Jharkhand en won. In 2005 stelde de BJP hem niet opnieuw kandidaat, maar als onafhankelijke deelnemer won hij de zetel in zijn district. Hij werd minister van mijnbouw. In september 2006 schoof de BJP hem naar voren als compromiskandidaat om leiding te geven aan een bonte coalitie van nationalistische Hindoepartijen tot en met communisten. Het kabinet hield het twee jaar vol.
In oktober 2009 stelde de justitie een onderzoek in naar vermeende corruptie door Koda. In zijn tijd als minister van mijnbouw zou hij smeergeld hebben aangenomen om concessies te verlenen aan mijnondernemingen. Het zou gaan om ten minste 4000 miljoen crores (36 miljoen euro). Dat geld zou hij hebben belegd in hotels en mijnen in India, Thailand en Liberia.